# Trichopaon sellatus
Trichopaon sellatus är en insektsart som först beskrevs av Carl Stål 1873.  Trichopaon sellatus ingår i släktet Trichopaon och familjen gräshoppor. Inga underarter finns listade i Catalogue of Life.